# Ixia dubia
Ixia dubia är en irisväxtart som beskrevs av Étienne Pierre Ventenat. Ixia dubia ingår i släktet Ixia och familjen irisväxter. Inga underarter finns listade i Catalogue of Life.

## Bildgalleri

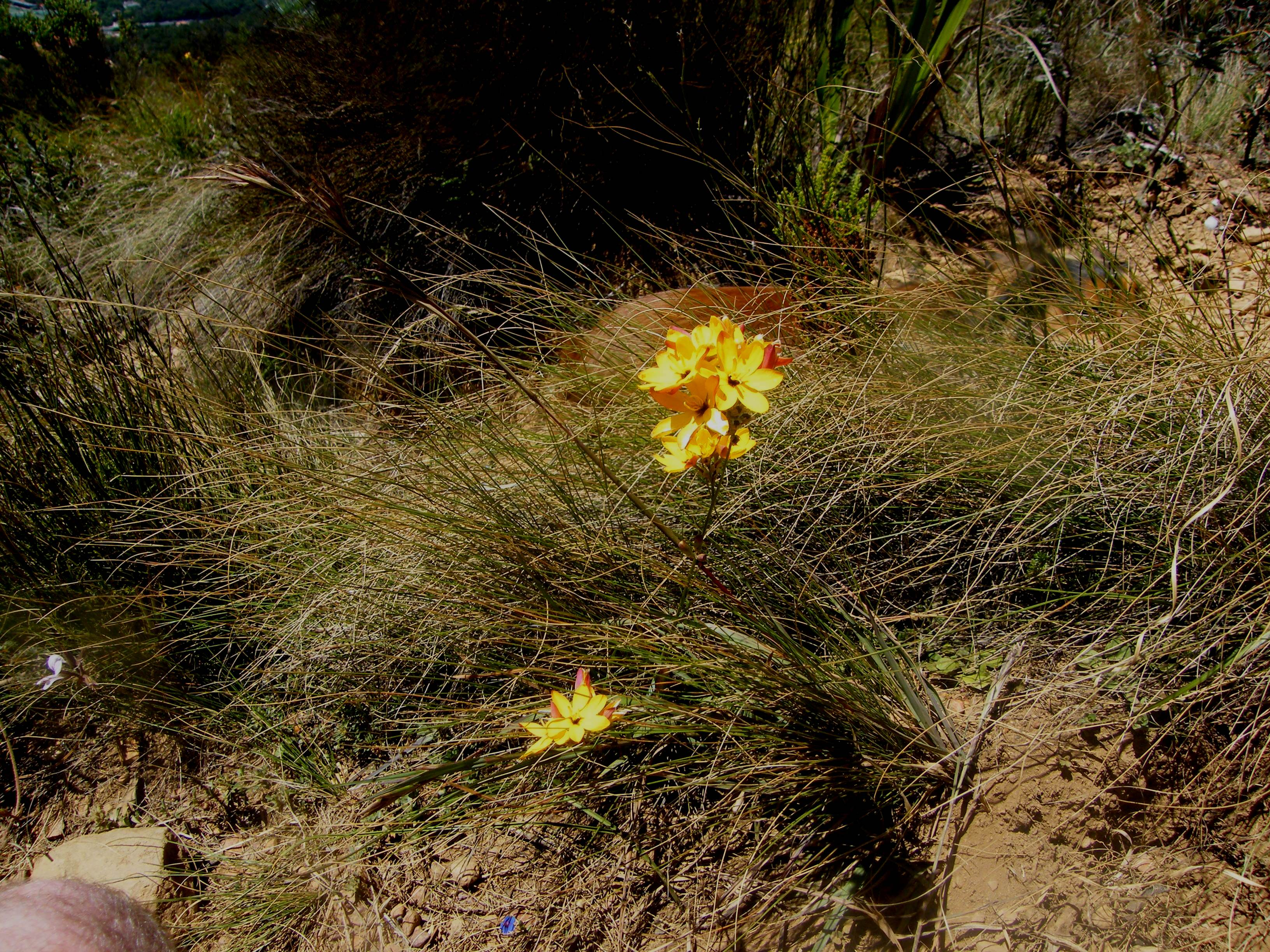
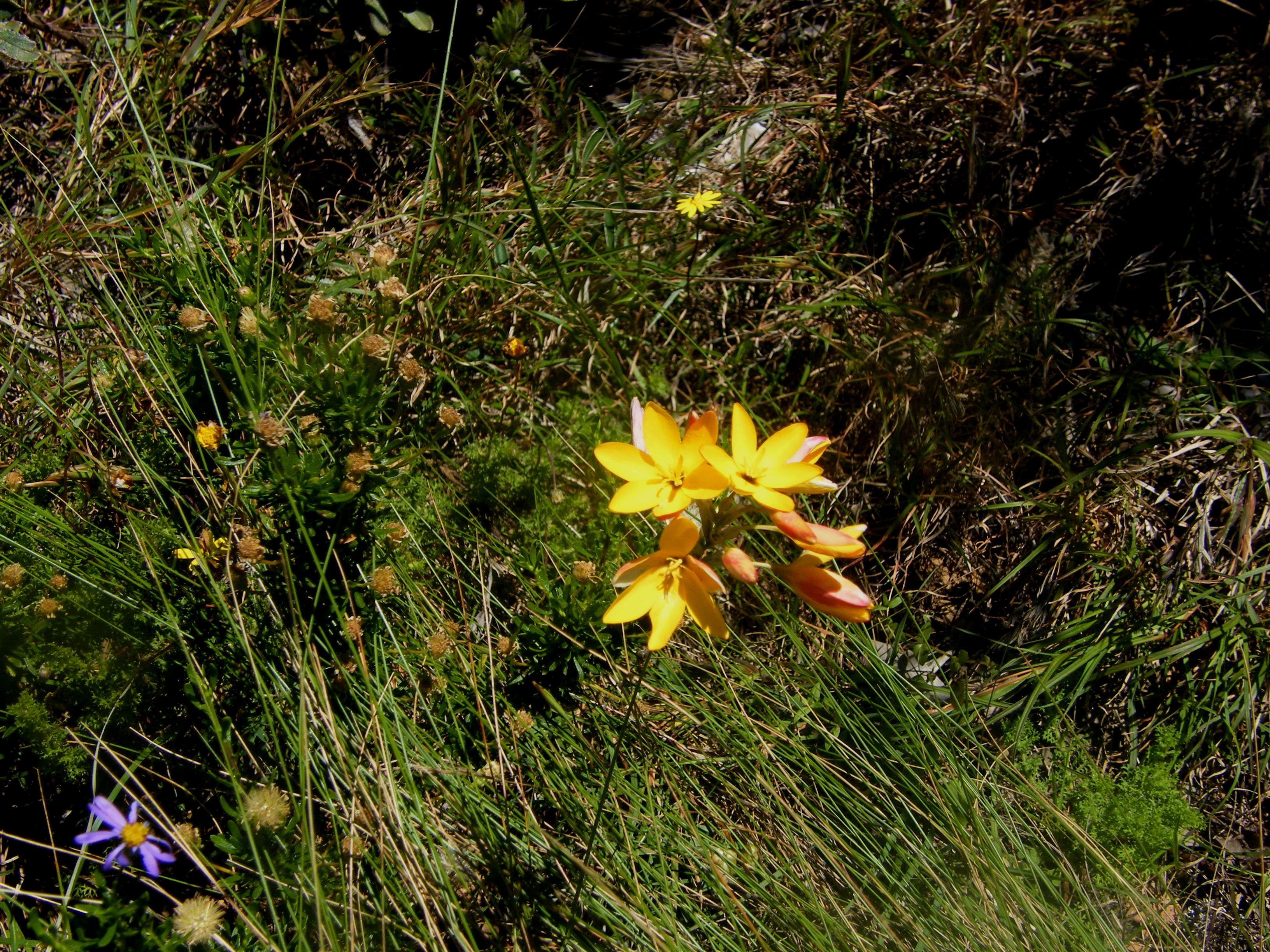